# Coppa del Re 2016 (hockey su pista)
La Coppa del Re 2016 è stata la 73ª edizione della principale coppa nazionale spagnola di hockey su pista. La competizione ha avuto luogo con la formula della final eight dal 25 al 28 febbraio 2016 presso il Pavelló Olímpic di Reus. 
Il trofeo è stato conquistato dal Barcellona per la ventesima volta nella sua storia superando in finale il Vic.

## Squadre partecipanti
Le squadre qualificate sono le prime otto classificate al termine del girone di andata dell'OK Liga 2015-2016.
| Club            | Qualificazione                             |
| --------------- | ------------------------------------------ |
| Barcellona      | 1º posto nel girone di andata dell'Ok Liga |
| Liceo La Coruña | 2º posto nel girone di andata dell'Ok Liga |
| Vic             | 3º posto nel girone di andata dell'Ok Liga |
| Noia            | 4º posto nel girone di andata dell'Ok Liga |
| Caldes          | 5º posto nel girone di andata dell'Ok Liga |
| Reus Deportiu   | 6º posto nel girone di andata dell'Ok Liga |
| Voltregà        | 7º posto nel girone di andata dell'Ok Liga |
| Igualada        | 8º posto nel girone di andata dell'Ok Liga |

## Risultati

### Quarti di finale
| Squadra 1        | Risultato       | Squadra 2     |
| ---------------- | --------------- | ------------- |
| 25 febbraio 2016 |                 |               |
| Barcellona       | 8 - 0           | Igualada      |
| Noia             | 5 - 5 (2-1 dtr) | Caldes        |
| 26 febbraio 2016 |                 |               |
| Liceo La Coruña  | 7 - 6 (dts)     | Voltregà      |
| Vic              | 5 - 5 (1-0 dtr) | Reus Deportiu |

### Semifinali
| Squadra 1        | Risultato | Squadra 2       |
| ---------------- | --------- | --------------- |
| 27 febbraio 2016 |           |                 |
| Barcellona       | 6 - 1     | Noia            |
| Vic              | 4 - 1     | Liceo La Coruña |

### Finale
| Reus 28 febbraio 2016 | Barcellona | 4 – 1 | Vic |  |